# Ol'ga Danilova
Ol'ga Valer'evna Danilova (in russo Ольга Валерьевна Данилова?; Bugul'ma, 10 giugno 1970) è un'ex fondista russa, vincitrice di varie medaglie olimpiche e iridate. Fino alla dissoluzione dell'Unione Sovietica (1991) gareggiò per la nazionale sovietica; ai XVI Giochi olimpici invernali di Albertville 1992 ha fatto parte della squadra unificata.

## Biografia
In Coppa del Mondo ottenne il primo risultato di rilievo il 15 dicembre 1990 a Davos (7ª), il primo podio il 14 dicembre 1994 a Tauplitzalm (3ª) e la prima vittoria il 15 gennaio 1995 a Nové Město na Moravě.
In carriera prese parte a cinque edizioni dei Campionati mondiali, vincendo undici medaglie, e a tre dei Giochi olimpici invernali, Albertville 1992 (6ª nella 5 km, 20ª nella 30 km, 11ª nell'inseguimento), Nagano 1998 (5ª nella 5 km, 1ª nella 15 km, 13ª nella 30 km, 2ª nell'inseguimento, 1ª nella staffetta) e Salt Lake City 2002. In quest'ultima occasione si era classificata 2ª nella 10 km, 7ª nella 30 km, 1ª nell'inseguimento e non aveva preso il via nella staffetta, dalla quale la squadra russa fu esclusa a causa degli anomali valori ematici riscontrati in Larisa Lazutina; ai successivi controlli anti-doping la Lazutina e la Danilova vennero trovate positive alla darbopoietina, una farmaco analogo all'EPO, e quindi squalificate. Tutti i risultati ottenuti dalla Danilova a Salt Lake City furono annullati e la sciatrice non tornò più all'attività agonistica.

## Palmarès

### Olimpiadi
- 3 medaglie:
  - 2 ori (15 km, staffetta a Nagano 1998)
  - 1 argento (inseguimento a Nagano 1998)

### Mondiali
- 11 medaglie:
  - 4 ori (staffetta[2] a Thunder Bay 1995; staffetta[2] a Trondheim 1997; staffetta[2] a Ramsau am Dachstein 1999; staffetta a Lahti 2001)
  - 4 argenti (5 km[2], 30 km[2] a Ramsau am Dachstein 1999; 10 km, 15 km a Lahti 2001)
  - 3 bronzi (inseguimento[2] a Thunder Bay 1995; 5 km[2] a Trondheim 1997; inseguimento a Lahti 2001)

### Coppa del Mondo
- Miglior piazzamento in classifica generale: 4ª nel 1995 e nel 2000
- 28 podi (15 individuali, 13 a squadre[3])[4]:
  - 15 vittorie (4 individuali, 11 a squadre)
  - 8 secondi posti (7 individuali, 1 a squadre)
  - 5 terzi posti (4 individuali, 1 a squadre)

#### Coppa del Mondo - vittorie
| Data             | Località                | Nazione   | Spec.                                                             |
| ---------------- | ----------------------- | --------- | ----------------------------------------------------------------- |
| 15 gennaio 1995  | Nové Město na Moravě    | Rep. Ceca | 4x5 km TC (con Nina Gavryljuk, Larisa Lazutina ed Elena Välbe)    |
| 7 febbraio 1995  | Hamar                   | Norvegia  | 4x3 km TL (con Nina Gavryljuk, Larisa Lazutina ed Elena Välbe)    |
| 12 febbraio 1995 | Oslo                    | Norvegia  | 4x5 km (con Nina Gavryljuk, Larisa Lazutina ed Elena Välbe)       |
| 15 dicembre 1996 | Brusson                 | Italia    | 4x5 km (con Nina Gavryljuk, Ljubov' Egorova ed Elena Välbe)       |
| 16 marzo 1997    | Oslo                    | Norvegia  | 4x5 km (con Nina Gavryljuk, Svetlana Nagejkina ed Elena Välbe)    |
| 7 dicembre 1997  | Santa Caterina Valfurva | Italia    | 4x5 km (con Elena Välbe, Julija Čepalova e Larisa Lazutina)       |
| 14 dicembre 1997 | Val di Fiemme           | Italia    | 4x5 km (con Svetlana Nagejkina, Elena Välbe e Larisa Lazutina)    |
| 8 marzo 1998     | Lahti                   | Finlandia | 4x5 km (con Larisa Lazutina, Nina Gavryljuk e Julija Čepalova)    |
| 29 novembre 1998 | Muonio                  | Finlandia | 4x5 km (con Anfisa Rezcova, Svetlana Nagejkina e Nina Gavryljuk)  |
| 19 dicembre 1998 | Davos                   | Svizzera  | 15 km TC                                                          |
| 20 dicembre 1998 | Davos                   | Svizzera  | 4x5 km (con Svetlana Nagejkina, Larisa Lazutina e Nina Gavryljuk) |
| 18 dicembre 1999 | Davos                   | Svizzera  | 15 km TC                                                          |
| 11 marzo 2000    | Oslo                    | Norvegia  | 30 km TC                                                          |
| 27 novembre 2001 | Kuopio                  | Finlandia | 4x5 km (con Natal'ja Baranova, Nina Gavryljuk e Julija Čepalova)  |
| 5 gennaio 2002   | Val di Fiemme           | Italia    | 10 km PU                                                          |

Legenda:

PU = inseguimento

TL = tecnica libera

TC = tecnica classica